# Juncker-kommissionen
Juncker-kommissionen var den Europa-Kommissionen, der fungerede fra 1. november 2014 til 30. november 2019. Den bestod af 28 Europa-Kommissærer, én fra hvert EU-medlemsland. Kommissionsformand var Jean-Claude Juncker fra Luxembourg. I juli 2014 blev Juncker officielt valgt til at efterfølge José Manuel Barroso, som samme år afsluttede sin anden femårsperiode.

## Valg
Ved Europa-parlamentsvalget i 2014 førte Junckervalgkamp som kandidat for Det Europæiske Folkeparti (EPP) til posten som formand for Europa-Kommissionen. EPP vandt flertal i parlamentet, og den 27. juni indstillede Det Europæiske Råd Juncker til posten. 15. juli 2014, valgte Europa-Parlamentet Juncker som ny formand for Kommissionen. Den 22. oktober godkendte Europa-Parlamentet Juncker-Kommissionen i sin helhed, og på Det Europæiske Råds møde 23.-24. oktober 2014 udnævnte Rådet formelt den nye Kommission. 1. november 2014 tiltrådte Juncker-kommissionen officielt. Juncker havde skitseret en ti-punkts handlingplan for sit formandskab med fokus på job og vækst.

## Kommissærer
Følgende kollegium af kommissærer tjente under Junckers formandskab.

### Kommissionens sammensætning ved dens afgang
Partier
      Det Europæiske Folkeparti (14)
      De Europæiske Socialdemokrater (8)
      Alliancen af Liberale og Demokrater for Europa (5)
      Alliancen af Europæiske Konservative og Reformister (1)
| | Kommissær                  | Portræt | Ressortområde                                                                                       | Land           | Parti                  |
| --- | -------------------------- | ------- | --------------------------------------------------------------------------------------------------- | -------------- | ---------------------- |
| | Jean-Claude Juncker        |         | Formand                                                                                             | Luxembourg     | EPP Nationalt: CSV     |
| | Frans Timmermans           |         | Første næstformand                                                                                  | Holland        | PES Nationalt: PvdA    |
| Bedre regulering, interinstitutionelle forbindelser, retsstatsprincippet og chartret om grundlæggende rettigheder  | Frans Timmermans           |         | | Holland        | PES Nationalt: PvdA    |
| | Federica Mogherini         |         | Næstformand                                                                                         | Italien        | PES Nationalt: PD      |
| Udenrigsanliggender og sikkerhedspolitik                                                                           | Federica Mogherini         |         | | Italien        | PES Nationalt: PD      |
| | Maroš Šefčovič             |         | Næstformand                                                                                         | Slovakiet      | PES Nationalt: Smer-SD |
| Energiunionen | Maroš Šefčovič             |         | | Slovakiet      | PES Nationalt: Smer-SD |
| | Jyrki Katainen             |         | Næstformand                                                                                         | Finland        | EPP Nationalt: KOK     |
| Vækst, beskæftigelse, investeringer og konkurrenceevne                                                             | Jyrki Katainen             |         | | Finland        | EPP Nationalt: KOK     |
| | Valdis Dombrovskis         |         | Næstformand                                                                                         | Letland        | EPP Nationalt: Enhed   |
| Euroen og den sociale dialog og ansvarlig for finansiel stabilitet, finansielle tjenester og kapitalmarkedsunionen | Valdis Dombrovskis         |         | | Letland        | EPP Nationalt: Enhed   |
| | Věra Jourová               |         | Retlige anliggender, forbrugere og ligestilling mellem mænd og kvinder                              | Tjekkiet       | ALDE Nationalt: ANO    |
| | Günther Oettinger          |         | Den digitale økonomi og det digitale samfund                                                        | Tyskland       | EPP Nationalt: CDU     |
| | Pierre Moscovici           |         | Økonomiske og finansielle anliggender samt beskatning og told                                       | Frankrig       | PES Nationalt: PS      |
| | Marianne Thyssen           |         | Beskæftigelse, sociale anliggender, arbejdsmarkedsforhold, kompetencer og arbejdskraftens mobilitet | Belgien        | EPP Nationalt: CD&V    |
| | Johannes Hahn              |         | Europæisk naboskabspolitik og udvidelsesforhandlinger                                               | Østrig         | EPP Nationalt: ÖVP     |
| | Dimitris Avramopoulos      |         | Migration, indre anliggender og medborgerskab                                                       | Grækenland     | EPP Nationalt: ND      |
| | Vytenis Andriukaitis       |         | Sundhed og fødevaresikkerhed                                                                        | Litauen        | PES Nationalt: SDP     |
| | Julian King                |         | Security Union                                                                                      | Storbritannien | Ingen                  |
| | Elżbieta Bieńkowska        |         | Det indre marked, industri, iværksætteri og SMV'er                                                  | Polen          | EPP Nationalt: PO      |
| | Miguel Arias Cañete        |         | Klima og energi                                                                                     | Spanien        | EPP Nationalt: PP      |
| | Neven Mimica               |         | Internationalt samarbejde og udvikling                                                              | Kroatien       | PES Nationalt: SDP     |
| | Margrethe Vestager         |         | Konkurrence                                                                                         | Danmark        | ALDE Nationalt: RV     |
| | Violeta Bulc               |         | Transport                                                                                           | Slovenien      | ALDE Nationalt: SMC    |
| | Cecilia Malmström          |         | Handel                                                                                              | Sverige        | ALDE Nationalt: FP     |
| | Karmenu Vella              |         | Miljø, maritime anliggender og fiskeri                                                              | Malta          | PES Nationalt: PL      |
| | Tibor Navracsics           |         | Uddannelse, kultur, unge og sport                                                                   | Ungarn         | EPP Nationalt: Fidesz  |
| | Carlos Moedas              |         | Forskning, videnskab og innovation                                                                  | Portugal       | EPP Nationalt: PSD     |
| | Phil Hogan                 |         | Landbrug og udvikling af landdistrikter                                                             | Irland         | EPP Nationalt: FG      |
| | Christos Stylianides       |         | Humanitær bistand og krisestyring                                                                   | Cypern         | EPP Nationalt: DISY    |
| | Marija Gabriel (2017-2019) |         | Digital økonomi og samfund                                                                          | Bulgarien      | EPP Nationalt: GERB    |

### Kommissærer som fratrådte undervejs
|                                   | Kommissær                        | Portræt | Ressortområde                                                              | Land           | Parti                        |
| --------------------------------- | -------------------------------- | ------- | -------------------------------------------------------------------------- | -------------- | ---------------------------- |
|                                   | Kristalina Georgieva (2014-2016) |         | Næstformand                                                                | Bulgarien      | EPP Nationalt: GERB          |
| Budget og menneskelige ressourcer | Kristalina Georgieva (2014-2016) |         |                                                                            | Bulgarien      | EPP Nationalt: GERB          |
|                                   | Andrus Ansip (2014-2016)         |         | Næstformand                                                                | Estland        | ALDE Nationalt: Reform       |
| Det digitale indre marked         | Andrus Ansip (2014-2016)         |         |                                                                            | Estland        | ALDE Nationalt: Reform       |
|                                   | Jonathan Hill (2014-2016)        |         | Finansiel stabilitet, finansielle tjenesteydelser og kapitalmarkedsunionen | Storbritannien | AECR Nationalt: Conservative |
|                                   | Corina Crețu (2014-2019)         |         | Regionalpolitik                                                            | Rumænien       | PES Nationalt: PSD           |

Kilde: Europa-Kommissionen